# Weintrauboa contortipes
Espèce
Synonymes
- Linyphia contortipes Karsch, 1881

Weintrauboa contortipes est une espèce d'araignées aranéomorphes de la famille des Linyphiidae.

## Distribution
Cette espèce se rencontre au Japon à Honshū et Kyūshū et en Russie à Sakhaline,.

## Description
Les mâles syntypes mesurent 5-6 mm et la femelle syntype 8 mm.

## Systématique et taxinomie
Cette espèce a été décrite sous le protonyme Linyphia contortipes par Karsch en 1881. Elle est placée dans le genre Labulla par Bösenberg et Strand en 1906 puis dans le genre Weintrauboa par Hormiga en 2003.

## Publication originale
- Karsch, 1881 : « Diagnoses Arachnoidarum Japoniae. » Berliner Entomologische Zeitschrift, vol. 25, p. 35-40.